# 客家電視台
客家電視台（英語：Hakka Television Station，縮寫為Hakka TV、HTV），簡稱客家電視、客家台、客台、客視，其是於2003年7月1日在中華民國開播的以臺灣客家語（四縣腔、海陸腔、大埔腔、饒平腔、詔安腔）為主要發音語言的電視頻道。

該頻道在臺灣是擁有少數族群語言與公共服務的特性，其未來將朝向本土化與國際化發展，並且以促進多元寬容、族群互相尊重為目標。自2012年7月1日起，它可以在數位無線電視上收看。2016年7月6日，它與公視主頻同時啟用HD高畫質訊號。2023年6月，《公共電視法》修正後，客家電視台成為公廣集團的所屬頻道。

## 歷史
- 2003年6月14日，兒童百科公司與臺灣電視公司（台視）策略聯盟取得客家電視台之製播採購案，客家電視台進行全天候試播[3]。
- 2003年6月17日，客家電視台在台視大樓舉行試播典禮，客家委員會主任委員葉菊蘭頒發感謝狀給東森華榮傳播董事長王令麟、中嘉網路董事長張安平及台灣寬頻通訊總裁David Dea，以感謝有線電視系統業者配合客家電視台的播放[4]。
- 2003年6月30日下午，客家電視台舉行開台大戲《老嫩大細》試片會。[5]
- 2003年7月1日10時整，客家電視台在台視廣場舉行開播典禮，定頻在有線電視第17頻道，羅時豐、張馨月、彭文正與宋菁玲共同主持開播典禮，中華民國總統陳水扁、客委會主委葉菊蘭、台視董事長賴國洲、台視總經理鄭優與客家電視台執行長林仲亮共同按鈕開播。[6][7]
- 2003年8月28日，台視召開第十五屆董事會第二次會議，通過成立「哈客傳播事業有限公司」推展客家電視台廣告招攬事務。[8]2003年9月2日，哈客傳播成立。
- 2004年-2005年，台視文化公司取得客家電視台之製播採購案。
- 2006年1月7日，東森電視取得客家電視台之製播採購案，客家電視台總部搬至台北市中正區忠孝西路一段6號16樓（中央保險大樓），客家電視台執行長彭文正轉任教國立臺灣大學新聞研究所，客家電視台管理部組長蔡志堅回歸台視影音事業處，陳邦畛（陳板）接任客家電視台執行長[9]。此時期客家電視台係由客委會以「每年一標」方式公開招標，不但無法進行長期規劃，人員與經驗也不易累積傳承。同年1月4日，由於《廣播電視法》第4條規定「電波頻率不得租賃、借貸或轉讓」，客家電視台被迫於數位無線電視平台停播[10]。同年1月27日，在東森電視和公共電視文化事業基金會協調下，客家電視台於公視基金會所屬第26頻道復播。
- 2007年1月1日，依據《無線電視事業公股處理條例》規定，客委會委託公視基金會辦理客家電視台之製播採購案，客家電視台正式加入台灣公共廣播電視集團。公視以每年招標的方式經營客家電視台。
- 2008年8月1日，《過晝新聞》改為《當晝新聞》，並提早至每日12點半播出。
- 2008年12月31日，客家電視台最後一次播出平日晨間新聞節目《鄉親恁早》；2009年1月，原時段改播歌唱節目《快樂來唱歌》、日本電視動畫《召喚王》[11][12]。2009年5月21日，哈客傳播解散。
- 2009年12月3日，客家電視台首次參加亞洲電視獎即抱回多項大獎，同時在「年度有線/衛星電視頻道」（Cable / Satellite Network of the Year）獎項中與CNN、探索頻道、國家地理頻道等共同列名亞洲五大年度風雲頻道之一。
- 2009年12月31日，客家電視台創臺灣地區各電視媒體先例，於跨年夜製播現場直播節目《與觀眾有約》，向觀眾報告一年來的成績，並接受觀眾call-in詢問、建議各項有關未來發展與節目規劃之意見。
- 2010年4月1日中午起，由於中華電信MOD調整頻道區塊及編號，客家電視台的中華電信MOD頻道號碼從第17頻道改為第5頻道。
- 2010年7月-8月，客家電視台播出紀錄八八風災重建過程的《行過八月八》系列紀錄片，並巡迴高雄、台北、台東、屏東、嘉義、南投舉辦《行過八月八》巡迴影展。
- 2011年1月2日，客家電視台「客+100」專案計畫正式啟動，首播紀錄片《百年斯文》，並自1月3日起於三節新聞推出「客+100」系列專題，另於1月12日起舉辦「客+100 Ha People」網路活動。
- 2012年6月30日，無線電視數位化，客家電視台成為台灣無線電視頻道之一、定頻於26頻道。
- 2013年4月1日，客家電視台《當晝新聞》、《暗夜新聞》、《最夜新聞》分別由向盛言（海陸腔）、吳奕蓉（南四縣腔）、廖期錚（大埔腔）擔任主播。[13]
- 2013年月29日，台灣客家智庫、台灣客家聯盟與台灣客社在立法院舉行記者會。台灣客家智庫理事長曾年有說，客家電視台不應再「妾身未明」、以「指定標案」形式存在，盼政府重視客家電視台定位問題；前客家電視台執行長陳板說，外界一直認為客家電視台是台灣公共廣播電視集團成員，實際上客家電視台未被納入《公共電視法》，客家電視台只是以「指定標案」方式由客委會編列預算委託公視基金會辦理，公視基金會董事會中有「客家電視諮議委員會」管理客家電視台，客家電視台整體制度面不完備、沒有開創性、更無從談及未來展望；客家電視台創台籌備小組召集人楊長鎮則說，公視基金會第五屆董事會好不容易成立，其中卻沒有客籍董事，不僅違反《公共電視法》「選董事應顧及性別及族群之代表性」規定，也令人擔憂客家電視台未來發展[14]。
- 2013年7月5日，客家電視台與中央通訊社（中央社）合作，客家電視台在國際新聞節目《聚焦國際》中播出中央社《全球視野》[15]。
- 2015年1月1日，《最夜新聞》縮短為播出30分鐘（含廣告），並從同年1月5日起改為每日23:00~23:30播出[16]。
- 2015年2月起，客家電視台播出各節新聞時，台標下方會顯示時間。
- 2015年6月11日，客家電視台更改台標，樣式為16:9（只更改電視畫面左上的台標）。
- 2016年4月1日，客家電視台更換各節新聞的片頭動畫、新聞鏡面、片頭音樂和「氣象時間」的動畫。
- 2016年6月8日，NCC通過公視基金會換照及營運計畫，自7月6日早上5點起客家電視台升級HD訊號播出，無線電視部分移到第30頻道。[17]
- 2016年6月23日，客委會向立法院內政委員會提交的書面報告表示，客委會將持續推動客家電視台法制化與設立全國性客家廣播電台，並規劃結合客家電視台、全國性客家廣播電台以及策略聯盟地方頻道的資源推動成立「客家公共廣播電視集團」[18]。
- 2017年客委會提報行政院的《客家基本法》第12條修正案，擬修正為「政府應依法推動設立全國性之客家公共廣播及電視行政法人，其組織以法律定之」，意即往後客家廣電媒體的主導及監督機關均為客委會，客委會並擁有客家廣電媒體人事聘任權。此修正案引起傳播學者、媒改團體與客家電視台員工反彈，客家電視台員工更質疑此修正案背離黨政軍退出媒體；之後，客委會將報請行政院審議的版本刪除「行政法人」字樣[19]。
- 2017年1月5日，公視基金會董事兼客家電視台諮議委員會委員蔡政良主持「客家電視台未來定位與發展」座談會，眾多學者及與會者均反對客家電視台行政法人化，認為此舉將影響客家電視台之媒體獨立性、批判性與監督性[20]。
- 2017年4月，客委會副主任委員楊長鎮說，客家電視台將與客委會申請設立的講客廣播電台整合並依公共化模式經營，但客委會內部還在討論是以行政法人或類似公視基金會的方式經營[19]。
- 2019年1月7日，總統令制定公布《財團法人客家公共傳播基金會設置條例》，第4條規定客家公共傳播基金會成立日起接管講客廣播電台；但未納入客家電視台。
- 2023年6月21日，總統令修正公布《公共電視法》[21]，客家電視台正式成為公視基金會所屬頻道。
- 2024年5月6日，客委會與公視基金會舉行客家電視台經營權交接儀式。[22]
- 2024年12月4日，客家電視台以「吉日良辰客家封-九降風吹」獲新加坡亞洲影藝創意大獎最佳生活風格節目獎。[23]

## 經營

### 背景
- 廣告招攬事務：哈客傳播事業有限公司（已停止營業）
- 製播採購案：
  - 台視文化公司（2003年－2005年）
  - 東森電視（2006年1月7日－2006年12月31日）
  - 公共電視文化事業基金會（2007年1月1日－2023年6月20日）
- 公視所屬頻道（2023年6月21日至今）

### 團隊
- 台長：向盛言
- 節目部經理：羅亦娌
- 新聞部經理：林玟伶
- 行銷企劃部經理：潘玉玲

### 主播群
註：為主播所使用的客語腔調及其出生地
- 許儷齡（四縣腔；新北市；前新聞部經理、《客家新聞雜誌》主持人；曾任《客家新聞雜誌》專題文字記者、氣象主播、《村民大會》主持人、企劃；央廣客語主持人、講客廣播電台主持人、寶島客家電台主持人、TVBS採訪中心政治組文字記者）
- 廖期錚（大埔腔；臺中市東勢區；《國際新聞 客觀世界》主播；《聚焦國際》製作人、主持人）
- 劉宜頻（大埔腔；臺中市新社區；氣象主播、採訪組文字記者）
- 林秋伶（海陸腔；新竹縣新豐鄉；兼《客家新聞雜誌》專題文字記者)
- 吳怡君（四縣腔；苗栗縣三義鄉；《客家新聞雜誌》專題文字記者及《客庄走透透》主持人）
- 吳詩禹（四縣腔；苗栗縣三義鄉；兼《村民大會》主持人、企劃）
- 謝宗蕙（海陸腔；新竹縣峨眉鄉；《客庄走透透》主持人，兼編輯）
- 宋宇娥（南四縣腔；屏東縣內埔鄉；《客家新聞雜誌》專題文字記者）
- 胡吰誌（四縣腔；苗栗縣頭份市；氣象主播、採訪組文字記者）
- 錢薇如（海陸腔；新竹縣新埔鎮 ；氣象主播、採訪組文字記者)
- 吳克賢（海陸腔；花蓮縣鳳林鎮 ；氣象主播、編輯)
- 蕭惠雲（南四縣腔；高雄市美濃區；兼編輯）
- 陳郁心（南四縣腔；高雄市美濃區；氣象主播、採訪組文字記者）
- 黃脩（四縣腔；桃園市平鎮區；氣象主播、《村民大會》文字記者）

平日各節新聞由主播群輪播，周末假日新聞由主播一人全天播報（輪班）。

### 前主播、主持人
四縣腔
左燕妮、徐惠玲、黃清彬、徐慧玲、余思嫻、李一凡、黃姿銜、鍾雄秀、涂至伶
南四縣腔
宋菁玲、吳奕蓉、陳欣渝、陳沿佐
海陸腔
彭文郁、鄧淑珍、向盛言、黃小琪、謝佳凌、蘇韋宣
大埔腔
饒平腔
詔安腔

### 新聞帶結尾台呼
- 2003年7月-2019年：客家新聞
- 2020年-目前 ：記者

台灣公廣集團各電視台使用不同的台呼（華視使用台呼為「華視新聞」，公視使用台呼為「公視新聞」）。

## 外部連結
- 客家電視台（页面存档备份，存于）
- 017 客家電視 - 中華電信 MOD 網站 （页面存档备份，存于）
- 客家電視台的Facebook專頁
- YouTube上的客家電視頻道

## 參閱
- 臺灣客家人
- 臺灣客家語
- 臺灣客家文化重點發展區
- 客家委員會
- 客家公共傳播基金會
- 講客廣播電臺
- 原住民族電視臺
- 臺灣公共廣播電視集團
- 臺灣電視臺列表
- 世界原住民廣電聯盟